# باشگاه فوتبال لیل
باشگاه فوتبال لیل (به فرانسوی: LOSC Lille Métropole) یک باشگاه فوتبال در شهر لیل در فرانسه می‌باشد که در لیگ ۱ فرانسه بازی می‌کند.
این باشگاه در سال ۱۹۴۴ تأسیس شده‌است.

## ترکیب تیم
تا تاریخ ۱ فوریه ۲۰۲۴
| شماره |          | پست       | بازیکن                |
| ----- | -------- | --------- | --------------------- |
| ۱     | ایتالیا  | دروازه‌بان | ویتو مانونه           |
| ۴     | برزیل    | مدافع     | الکساندرو             |
| ۵     | سوئد     | مدافع     | گابریل گودماندسون     |
| ۶     | الجزایر  | هافبک     | نبیل بن طالب          |
| ۷     | ایسلند   | هافبک     | هاکون آرنار هارالدسون |
| ۸     | انگلستان | هافبک     | آنجل گومز             |
| ۹     | کانادا   | مهاجم     | جاناتان دیوید         |
| ۱۰    | فرانسه   | هافبک     | رمی کابلا             |
| ۱۱    | الجزایر  | مهاجم     | آدم اوناس             |
| ۱۲    | ترکیه    | هافبک     | یوسف یازیجی           |
| ۱۴    | فرانسه   | مدافع     | ساموئل اومتیتی        |
|       |          |           |                       |

| شماره |          | پست       | بازیکن                  |
| ----- | -------- | --------- | ----------------------- |
| ۱۶    | اسلواکی  | دروازه‌بان | آدام یاکوبخ             |
| ۱۷    | پرتغال   | مهاجم     | ایوان کاوالیرو          |
| ۱۸    | فرانسه   | مدافع     | بافوده دیاکیته          |
| ۱۹    | پرتغال   | مهاجم     | تیاگو مورایس            |
| ۲۰    | آرژانتین | هافبک     | ایگناتیوس میرامون       |
| ۲۱    | فرانسه   | هافبک     | بنجامین آندره (کاپیتان) |
| ۲۲    | پرتغال   | مدافع     | تیاگو سانتوس            |
| ۲۳    | کوزوو    | هافبک     | ادون ژگرووا             |
| ۲۴    | صربستان  | مهاجم     | آندری ایلیچ             |
| ۲۸    | پرتغال   | مدافع     | رافائل فرناندز          |
| ۳۰    | فرانسه   | دروازه‌بان | لوکاس شوالیه            |
| ۳۱    | برزیل    | مدافع     | ایزمایلی                |

## افتخارات

### داخلی
- لیگ ۱
  - قهرمان (۴): ۱۹۴۵–۴۶, ۱۹۵۳–۵۴, ۲۰۱۰–۱۱, ۲۰۲۰–۲۱
  - نایب قهرمان (۶): ۱۹۴۷–۴۸, ۱۹۴۸–۴۹, ۱۹۴۹–۵۰, ۱۹۵۰–۵۱, ۲۰۰۴–۰۵, ۲۰۱۸–۱۹
- لیگ ۲
  - قهرمان (۴): ۱۹۶۳–۶۴, ۱۹۷۳–۷۴, ۱۹۷۷–۷۸, ۱۹۹۹–۲۰۰۰
- جام حذفی فوتبال فرانسه
  - قهرمان (۶): ۱۹۴۵–۴۶, ۱۹۴۶–۴۷, ۱۹۴۷–۴۸, ۱۹۵۲–۵۳, ۱۹۵۴–۵۵, ۲۰۱۰–۱۱
  - نایب قهرمان (۲): ۱۹۴۴–۴۵, ۱۹۴۸–۴۹
- جام اتحادیه باشگاه‌های فرانسه
  - نایب قهرمان (۱): ۲۰۱۵–۱۶
- سوپر جام فوتبال فرانسه
  - قهرمان (۱) ۲۰۲۱
  - نایب قهرمان (۳): ۱۹۵۵, ۲۰۱۱

### اروپا
- جام اینترتوتو
  - قهرمان (۱): جام اینترتوتو ۲۰۰۴
- جام لاتین
  - نایب قهرمان (۱): ۱۹۵۱